# Мишкиняй (Вилкпеде)
Мишкиняй (лит. Miškinai;  пол. Leśniki, устар. Лесники, Лесьники) или Эйгуляй (Eiguliai) — упразднённая деревня, вошедшая в состав в Вильнюса.
Территория бывшей деревни находится на левом берегу реки Вилии, к югу от парка Вингис, к западу от района Вилкпеде  Через деревню, вдоль реки Вилия проходит улица Эйгулю.. На территории бывшей деревни находилась Вильнюсская ТЭЦ (закрыта в 2016 году). 

## История
Универсальная литовская энциклопедия указывает, что в 10-м тысячелетии до н. э. в Мишкиняй были обнаружены останки поселения культуры Мадлен.